# Церковь Николая Чудотворца, что в Драчах
Це́рковь Никола́я Чудотво́рца, что в Драчах — православная церковь Земляного города (Москва, район Трубной улицы). Разрушена около 1937 года.
Главный престол был освящён в память Николая Чудотворца, приделы — в честь Девяти мучеников Кизических и Димитрия Ростовского.

## История
На месте возле Земляного вала в старину находился монастырь Николы Чудотворца «в Драчах» или «на Старом Городище», который сгорел в пожаре 1547 года. По мнению исследователей, монастырь не восстанавливался, и в XVII веке здесь находилась уже приходская церковь (построенная в 1597 году), которая сгорела в польское нашествие и к 1628 году была восстановлена деревянной. Церковь стояла на «холме угловом при двух лощинах, орошенных течением Неглинной и ручья».
Каменный храм был построен в 1682—1688 годах. В апреле 1731 года в трапезной был освящён придел Девяти мучеников Кизических, а около 1757 года состоялось освящение второго придела — в честь Димитрия Ростовского. Во 2-й половине XVIII века была сооружена колокольня. В XVII—XVIII веках церковь обозначалась и как «в Грачах».
В начале XX века церковь была существенно перестроена: в 1901—1902 годах архитектор Зиновий Иванов соорудил новую трапезную с приделами в стиле XVII века; освящение состоялось 13 ноября 1909 года.
В ампирном главном иконостасе были иконы 1688 года. В церкви имелись также хоругвь стрелецкого полка, грамота митрополита Иоакима 1682 года о разрешении построить каменную церковь взамен деревянной и другие предметы старины.
Было мнение, что не в Ивановском монастыре, а при Никольской церкви в Драчах был похоронен Иван Суслов.
При изъятии церковных ценностей в Москве в 1922 году из церкви было реквизировано серебряных вещей весом 5 пудов 27 фунтов. В 1928 году храм был закрыт. Колокольня стояла до 1937 года, когда была снесена. На месте храма образовался сквер перед жилым домом № 38 по Трубной улице.

## Персоналии
В 1831 году в церкви венчались Фёдор Щукин и Александра Долгова.
Доцент Московской консерватории Нина Ростовцева вспоминала, что «на большие праздники приглашали архидиакона о. Константина, о чём предварительно вывешивали объявление на дверях храма».
В церкви 26 марта 1906 года был крещён Александр Сергеевич Яковлев.
В 1921 году: 8 января в храме служил патриарх Тихон, 22 мая — митрополит Варшавский Серафим (Чичагов).